# Alf Enerström
Alf Enerström, född 7 augusti 1929 i Uppsala, död 4 januari 2017 i Vällingby i Stockholm, var en svensk läkare. Enerström var känd som ledare för förening vid namn Socialdemokratiska oppositionen, som på 1970-talet förde en kampanj mot Olof Palme.
Vid denna tid var han sambo med skådespelerskan Gio Petré. Efter en tid gick han ur partiet (han påstod sig bland annat ha blivit orättvist behandlad och tystad av Palme) och kandiderade till KDS och sedan till EAP och Centrumdemokraterna.

## Partipolitiskt engagemang
Enerström anslöt sig till Socialdemokraterna  under 1940-talet. Under valkampanjen till riksdagsvalet 1973 talade Alf Enerström och hans dåvarande sambo Gio Petré vid ett antal av Socialdemokraternas valmöten. Enerström själv var övertygad om att detta gav segern till Socialdemokraterna och hävdade bland annat att han och hans hustru ”bokstavligen hade lagt makten i Palmes händer 1973”. Journalisten Allan Sandström kommenterade i boken KDS – Partiet bakom fromhetsvallen, att Enerström och Petré ”möjligen överskattade” vikten av sin egen medverkan. Enerström gick dock 1974 emot partiet i frågan om fri abort, vilket ledde till att partiet uteslöt honom och Petré. Alf Svensson inbjöd då Enerström och Petré till ett av KDS opinionsmöten mot abortlagen och båda inträdde kort därefter i partiet. Petré och Enerström lämnade partiet 1976. Därefter kopplades Alf Enerström ihop med Europeiska arbetarpartiet.

## Kritik mot Palme
År 1976 blev Enerströms son Ulf, efter att enligt egen uppgift ha misshandlats av fadern, omhändertagen av de sociala myndigheterna och fosterhemsplacerad hos sin klassföreståndare. Enerström själv ansåg att Olof Palme personligen låg bakom omhändertagandet och när sonen något senare avled menade han att Palme lät mörda sonen. Han påstod att Palme ringt och hotat Enerström om detta, om han inte upphörde med sin kritik mot den socialdemokratiska regeringen. Kritiken framfördes genom den därför startade föreningen Socialdemokratisk Opposition som var aktiv under ett årtionde. Kritiken framfördes främst genom regelbunden annonsering i svenska dags- och kvällstidningar och riktade sig bland annat mot fri abort och löntagarfonder på temat "Vi anklagar regeringen Palme".

## Enerström som författare och skribent
År 1977 gav Enerström ut debattboken Vi fällde regeringen: ett fall för Olof Palme. I boken förekom bland annat en reproduktion av ett inlägg författat av Petré och Enerström för Nya Wermlands-Tidningen, där Enerström och Petré framförde en rad anklagelser mot den svenska socialdemokratin. Enligt dem själva hade de motarbetats genom en socialdemokratisk konspiration. Under en tid var Enerström även gästkrönikör i tidskriften Contra.

## Vräkning och åtal
I samband med att Enerström i november 2003 skulle vräkas från sin lägenhet på Norrmälarstrand 24 i Stockholm på grund av obetald hyra sköt han en kvinnlig polis med draget vapen i handen. För detta dömdes Enerström i mars 2004 av Stockholms tingsrätt för försök till dråp, försök till grov misshandel och grovt vapenbrott. Enerström hävdade att han utsatts för en politisk komplott av den socialdemokratiska makteliten med statsminister Göran Persson i spetsen. Tingsrätten bedömde Enerström som allvarligt psykiskt störd och påföljden blev därför rättspsykiatrisk vård med särskild utskrivningsprövning. Enerström vårdades på kliniken Marieberg i Kristinehamn. Enligt vad Enerström och hans juridiska ombud har anfört blev Enerström under vistelsen på kliniken utsatt för mordförsök med hjälp av en "strålkanon", Göran Perssons "elektromagnetiska lobotomeringsmaskin". För att skydda sig från "strålningen" klädde Enerström sitt rum med aluminiumskynken som han fått av sitt juridiska ombud Lindeberg.
Enerström var utskriven under perioder sedan 2008. Domarna ledde 2005 till att Hälso- och sjukvårdens ansvarsnämnd (HSAN) fråntog Enerström hans läkarlegitimation. Mot slutet av sin tid bodde han delvis på stödboende för äldre personer med psykisk sjukdom. Enerström är begravd på Sollentuna kyrkogård.